# Carl-Johan Charpentier
C-J Gervais Leclair Charpentier, född 30 april 1948 i Gällivare församling i Norrbottens län, är en svensk socialantropolog, journalist och författare. 

## Studier, forskning och författarskap
Charpentier, som tillhör adliga ätten Charpentier, avlade filosofie licentitatexamen i afrikanistik vid Uppsala universitet 1969, då han som förste svensk skrev en vetenskaplig avhandling om kvinnlig könsstympning. Härefter inledde han ett långvarigt forskningsarbete kring huvudsakligen Centralasien.  
Charpentier blev filosofie doktor vid Uppsala universitet 1973, och har arbetat vid universiteten i Uppsala, Kabul och Heidelberg samt verkar sedan 1980 även som konstkritiker. Han har dessutom genomfört fältforskning i Nepal och Turkiet samt varit kulturtjänsteman i Lidköping och Lund. Hans forskning i Turkiet resulterade i den första vetenskapliga analysen av den stora bazaaren i Istanbul, "Kapalı Çarşı (Three Commercial Sectors -–structural observations in the bazaar of Istanbul)", publicerad i Zeitschrift für Ethnologie 1974.
Han har bott i Afghanistan och skrivit flera böcker om landet. 
I sin reportagebok Afghanistan mellan Mecca & Moskva skildrar Charpentier sin tid under Saurrevolutionen 1978 och den sovjetiska inmarschen. Han framhöll att kuppen var helt styrd från Moskva men ansåg inte att det var fråga om någon aggression från sovjetisk sida utan om att hjälpa afghanerna på deras egen begäran. Han menade också att det är den andra supermakten som bar skulden: "Ytterst bär USA-imperialismen och den internationella reaktionen skulden för det som hänt". Under 1980-talet reviderade han sin syn på kommuniststyret i landet efter att fått tillstånd att besöka det ockuperade Kabul på egen hand, bland annat i böckerna Afghanistan – våldtaget land och Samovarernas sång. Därefter har Charpentier skrivit en rad reportageböcker, bland annat om Kambodja, Kina och Myanmar samt flera romaner och berättelsesamlingar. 
De senaste åren har Charpentier främst ägnat sig åt Berlin, Weimarrepubliken och DDR och i ett utvecklingsperspektiv följt olika kulturpersonligheters livsväg, främst Alfred Döblin, Hans Fallada och John Heartfield. 2017 reste han i västra Polen för att dokumentera de tyska gods där Fallada arbetade i perioder 1915–1925 och resan resulterade i essän "Falladas polska år – en bildberättelse", senare publicerad på tyska under titeln "Falladas polnische Jahre, eine Bilderreise" i Hans-Fallada Gesellschafts tidskrift Salatgarten 1/2018.
Under drygt 33 år sammanlevde Charpentier med socionomen Ann-Mari Bertilsson (1942–2020), som efter studier i kinesiska i Lund och Shanghai följde med på hans resor och editerade flera av hans böcker.
I maj 2023 promoverades Charpentier till filosofie jubeldoktor vid Uppsala universitet.

## Utmärkelser
- 2002: ALIS-priset[4]